# 清水睦 (相模原市長)
清水 睦（しみず むつみ、1908年〈明治41年〉1月6日 - 1979年〈昭和54年〉6月23日）は、昭和時代の政治家。神奈川県高座郡相模原町長、相模原市長。

## 経歴
相模原に生まれる。1932年（昭和7年）3月、早稲田大学法科を卒業し、翌8年に神奈川県信用組合連合会書記となる。以後、産業組合中央会事業部書記、神奈川県農業会主事、上溝農業協同組合長、上溝地区農地委員会委員、相模原市農業委員会委員などを務め、農業振興に尽力した。1951年（昭和26年）4月、相模原町長に当選。1954年（昭和29年）11月20日、市制施行に伴い、初代相模原市長に就任した。市長としての在任期間は5か月であったが、町長として市制施行の実現、都市行政と農村行政の協調融和を目指した新しい相模原市の建設に尽力した。
市長退任後は、神奈川県農業協同組合中央会理事、神奈川県農業会議議員、神奈川県信用農業協同組合連合会副会長、相模原市農業協同組合理事などを歴任した。1960年（昭和35年）相模原市自治功労彰受章、1966年（昭和41年）産業功労者として神奈川県知事表彰、1969年（昭和44年）11月には農業振興により黄綬褒章を受章した。ほか、相模原テニスクラブ会長を務めた。

## 栄典
勲章等
- 1969年（昭和44年）11月 - 黄綬褒章